# Постмодернизм в России
Постмодернизм в России как направление приходит (затрагивая остальные территории постсоветского пространства) с упадком СССР, следовательно, и диалектического материализма. В широком смысле термин характеризует политическую и экономическую ситуацию государства, с другой стороны применяется для описания движений в искусстве, литературе и философии.
В искусстве и литературе постмодернизм сформировался в Советском Союзе в 1960-х годах после окончания сталинистского движения к либерализации и появления российского концептуалистского движения. Начавшись как подпольный политико-художественный ход против использования социалистического реализма как метода социального контроля и став полноценным движением московских концептуалистов, оно начало использовать символизм социалистического реализма против советского правительства.
Часть постмодернизма стала поэтическая школа «необарокко» (не путать с необарокко в архитектуре), к которой принадлежали Иван Жданов, Елена Шварц, Александр Ерёменко и Алексей Парщиков.

## Взгляды
М. Н. Эпштейн связывает бедное во многих сферах состояние государства 1990-х годов с концепцией гиперреальности Ж. Бодрийяра в качестве «бедности самой реальности». Истоки постмодернизма он находит в российской культуре Нового времени, в работах А. Терца и Г. Гачева, в творчестве таких поэтов, как Холин, Кропивницкий, Всеволод Некрасов, Вилен Барский и других. Симулятивность реальности Эпштейн описывает как продукт действующей в СССР идеологии.
П. И. Померанцев с 2011 года развивает идею постмодернизма в политике, который относит к деятельности политических представителей как США, так и России. В 2013 году выпускается статья «Russia: A Postmodern Dictatorship». В ней он освещает место власти в государстве, соглашаясь с мнением писателя Эдуарда Лимонова: «Спектакль постмодернистов, в котором они экспериментируют со всеми известными формами политического контроля». В 2017 году BBC News публикует короткометражный фильм «The rise of the postmodern politician», в котором делается предположение о «презрении к фактам» в качестве основного метода современных политиков.
И. В. Кондаков относит истоки постмодернизма к критику В. В. Розанову. Направление характеризует как результат столкновения различных идей: от идеологии и сознания, до науки и псевдонауки. Кондаков отмечает переоценку ценностей, ссылаясь на явный плюрализм мнений по единичным вопросам и широко распространённую массовую нетерпимость.
Б. М. Парамонов в своей статье «Конец стиля (постмодернизм)» отождествляет данное направление с демократией, при этом характеризуя её как отдельный тип культуры, образ жизни. Ей Парамонов противопоставляет коммунистический период истории и становление идеологии в нём. Постмодернизм он характеризует как стремление к поиску связей между объектами, схожими лишь поверхностно.

## Список постмодернистов
Писатели
- Борис Акунин (род. 1956)
- Андрей Аствацатуров (род. 1969)
- Андрей Битов (1937—2018)
- Андрей Бычков (род. 1954)
- Владимир Войнович (1932—2018)
- Дмитрий Галковский (род. 1960)
- Дмитрий Глуховский (род. 1979)
- Александр Гольдштейн (1957—2006)
- Аркадий Драгомощенко (1946—2012)
- Александр Ерёменко (1950—2021)
- Венедикт Ерофеев (1938—1990)
- Виктор Ерофеев (род. 1947)
- Михаил Елизаров (род. 1973)
- Иван Жданов (род. 1948)
- Александр Ильянен (род. 1958)
- Тимур Кибиров (род. 1955)
- Юлия Кисина (род. 1966)
- Михаил Кононов (1948—2009)
- Константин Крылов (1967—2020)
- Эдуард Лимонов (1943—2020)
- Дмитрий Липскеров (род. 1964)
- Илья Масодов (род. 1966)
- Всеволод Некрасов (1934—2009)
- Алексей Парщиков (1954—2009)
- Людмила Петрушевская (род. 1938)
- Виктор Пелевин (род. 1962)
- Валерий Попов (род. 1939)
- Евгений Попов (род. 1946)
- Дмитрий Пригов (1940—2007)
- Александр Проханов (род. 1938)
- Вячеслав Пьецух (1946—2019)
- Егор Радов (1962—2009)
- Дина Рубина (род. 1953)
- Лев Рубинштейн (1947—2024)
- Нина Садур (1950—2023)
- Алексей Сальников (род. 1978)
- Саша Соколов (род. 1943)
- Владимир Сорокин (род. 1955)
- Татьяна Толстая (род. 1951)
- Людмила Улицкая (род. 1943)
- Владимир Шаров (1952—2018)
- Елена Шварц (1948—2010)